# Muzeul „Casa săsească”
Muzeul „Casa săsească” este un muzeu județean din Livezile (germană Jaad), amplasat în nr. 153. Acest centru cultural se dorește a fi un nucleu de interes socio-cultural pentru o multitudine de manifestări și evenimente: vizite oficiale, individuale și de grup, ghidaje speciale, cursuri de pedagogie muzeală, lansări de carte, reuniuni și seri literare, întruniri și sesiuni științifice, reconstituirea sărbătorilor, decernări de premii și primiri în Academia Artelor Tradiționale din România. Vizitatorii au posibilitatea de a pătrunde în spațiul legendar al satului tradițional transilvănean din Țara Făgărașului și de a descifra și cunoaște tainele culturii și civilizației populare românești. Muzeul este organizat în cinci încăperi, fiecare cu un titlu specific: „Savoarea dialogului”, „Intimitatea icoanelor pe lemn”, „Trecerea de lut”, „Sedimentarea gândului”, „Icoane și cărți. Amprenta icoanelor și gestul cărților”. Iubitorii artei populare românești și pasionații colecționari au oportunitatea întâlnirii cu remarcabila colecție a dr. Gheorghe Telea-Bologa. Colecția icoanelor pe sticlă impresionează ochiul prin diversitatea tematicii iconografice abordate, prin fragilitatea imaginii sacre, protectoare și demnă de atingere, prin senzualitatea cromatică și personalitatea bine definită a desenului.
Clădirea muzeului este declarată monument istoric, având codul BN-IV-m-A-01745. 